# Augusta-Brauerei
Die Augusta-Brauerei (auch Augusta Bräu genannt) war eine in Augsburg ansässige Brauerei. Sie entstand aus einer kleinen Hausbrauerei mit Bierschenke, die 1488 erstmals urkundlich erwähnt wurde. Im Laufe der Jahrhunderte entwickelte sich aus der kleinen Braustätte am Lauterlech Litera H 140-142 (heute Lauterlech 10–14) ein moderner Brauereibetrieb, der Ende der 1990er Jahre rund 23.000 hl Bier herstellte. Im Jahre 2010 legte das Unternehmen die eigenen Produktionsanlagen in der Jakobervorstadt aus Gründen der Wirtschaftlichkeit still und übertrug die Bierherstellung an die Schlossbrauerei Unterbaar. Seitdem werden dort jährlich etwa 15.000 hl Bier produziert und von der Augusta-Brauerei vertrieben.

## Geschichte

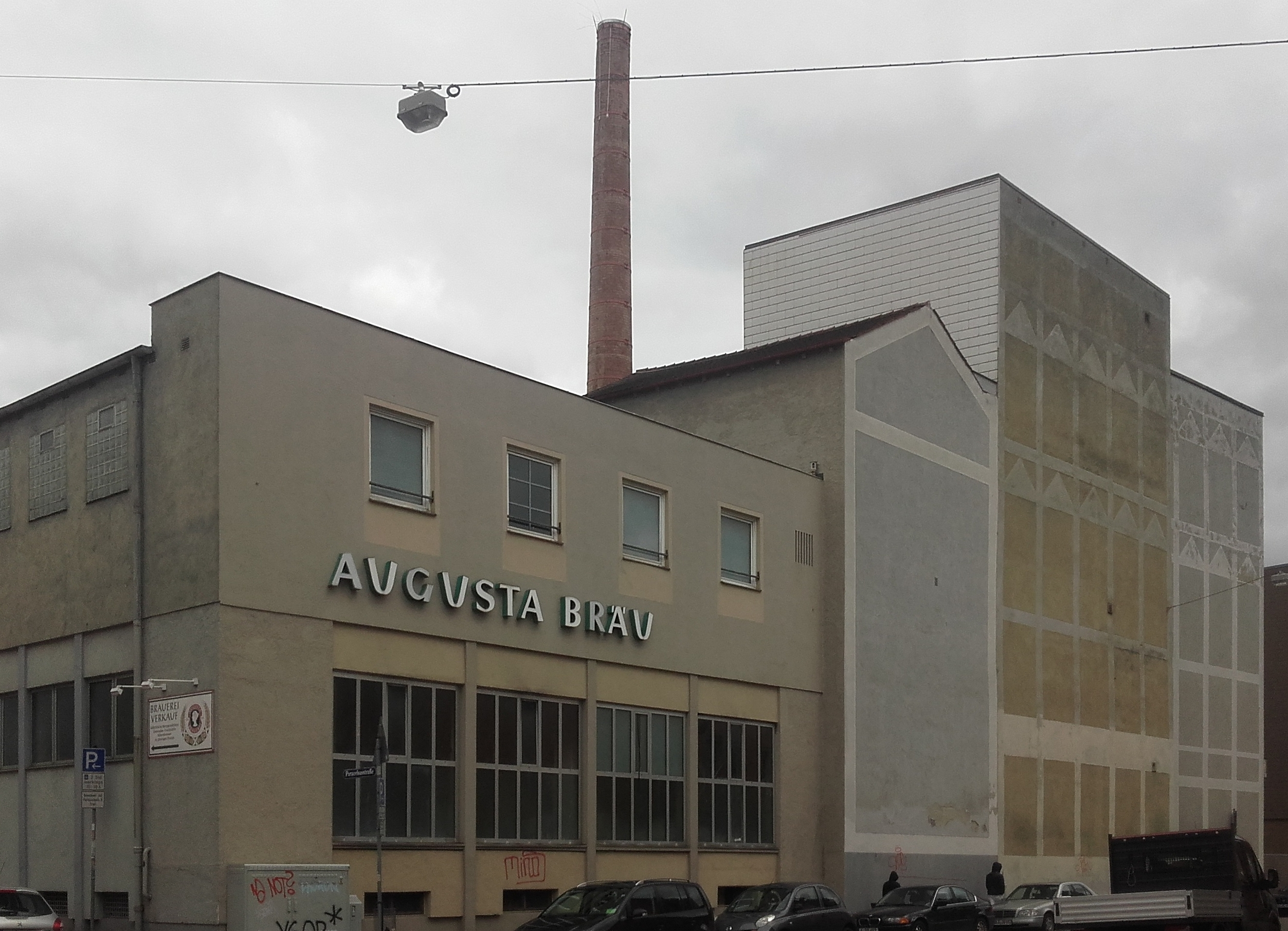
Ansicht der Augusta-Brauerei

Ausgangspunkt für die Geschichte der Augusta-Brauerei bildete eine kleine Hausbrauerei mit Bierschenke am Lauterlech nördlich der Jakobskirche. Die Existenz dieser Hausbrauerei wurde erstmals 1488 urkundlich bestätigt. Ein Kaufbrief aus dem Jahre 1501 weist ebenfalls auf die in dem Anwesen ausgeübte Brautätigkeit hin. 1644 wurde dort dann die Bierschenke Zum Osterlamm eingerichtet.
Um konkurrenzfähig zu bleiben, wurden die Produktionsanlagen 1851 modernisiert. Trotz der gesteigerten Produktionsmengen besserte sich die finanzielle Situation nicht. 1899 erwarb Kronenbräu die Brauerei und führte die Produktion am Lauterlech fort. Wenige Jahre später geriet auch Kronenbräu in finanzielle Schwierigkeiten und so kam es schließlich 1921 zur Übernahme durch Hasen-Bräu. Um Überkapazitäten zu vermeiden, veräußerte Hasen-Bräu die Braustätte am Lauterlech noch im gleichen Jahr wieder. Im Zweiten Weltkrieg wurden nahezu alle Gebäude der Augusta-Brauerei bei den Luftangriffen auf Augsburg im Februar 1944 zerstört.

## Produkte
Das Produktsortiment der Augusta-Brauerei setzt sich aus verschiedenen Biersorten zusammen. Dazu gehören Lagerbier, Weißbier, Kellerbier sowie Märzenbier.

## Brauereigasthaus „Drei Königinnen“

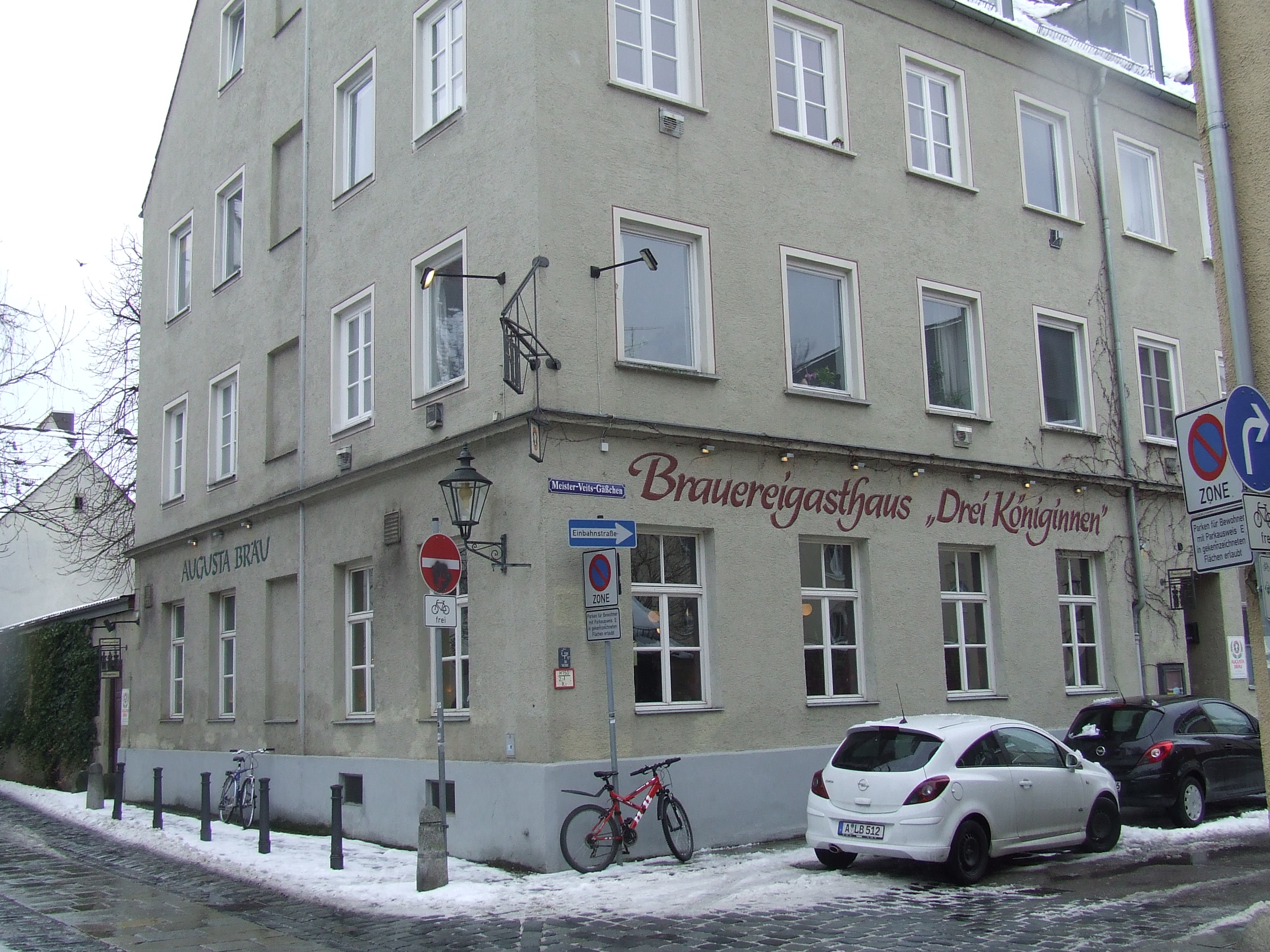
Das Brauereigasthaus „Drei Königinnen“

Die Gaststätte „Drei Königinnen“ im Meister-Veits-Gäßchen 32 in der Augsburger Jakobervorstadt, nur wenige hundert Meter von der Brauerei entfernt und auch nahe der bekannten Fuggerei, befindet sich im Besitz der Augusta-Brauerei. Das bis ins 15. Jahrhundert zurückreichende Gasthaus, das früher „Lochwirt“ hieß, hat einen beliebten innenliegenden Biergarten.